# Asen, Stara Zagora
Asen (în bulgară Асен) este un sat în comuna Pavel Banea, regiunea Stara Zagora,  Bulgaria. 

## Demografie
Componența etnică a satului Asen
     Turci (52,32%)
     Bulgari (43,45%)
     Romi (1,77%)
     Nicio identificare (2,43%)
La recensământul din 2011, populația satului Asen era de 451 locuitori. Din punct de vedere etnic, majoritatea locuitorilor (52,32%) erau turci, existând și minorități de bulgari (43,45%) și romi (1,77%). Pentru 2,43% din locuitori nu este cunoscută apartenența etnică.